# Jan van Boendale

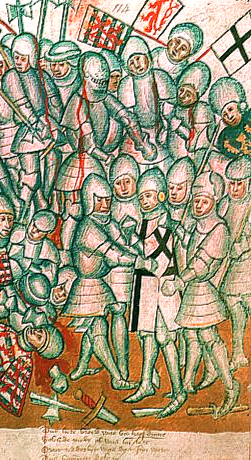
Siegfried van Westerburg, illustratie in Brabantsche Yeesten

Jan van Boendale (Tervuren ca. 1280–ca. 1351), voordien ook wel bekend als Jan de Klerk, was een belangrijke schepenklerk in het Hertogdom Brabant en schrijver.

## Levensloop en werken
Over zijn leven is niet veel met zekerheid bekend. Over het algemeen is men het erover eens dat hij geboren werd in Tervuren en meer bepaald in het gehucht Boondaal (tegenwoordig behorend tot Elsene). In een handschrift van de Bodleian Library met de werken Melibeus, Jan Testeeye en Het boec vander Wraken schreef hij dit zelf in de proloog van Jan Testeeye. Zijn bijnaam 'Jan de Clerc' kreeg hij vanwege de functie die hij voor het grootste gedeelte van zijn leven uitoefende, namelijk schepenklerk in Antwerpen. In verschillende oorkonden in de stedelijke archieven van Antwerpen uit die periode vond men de tekst "Johannes dictus de Boendale Clericus Oppidi (Jan genoemd van Boendale klerk van de stad)". Over de geboortedatum zijn de historici het niet eens, maar over het algemeen wordt 1280 als een goede schatting aangenomen. Ook over zijn sterfjaar bestaat er geen eensgezindheid, maar 1351 wordt aangenomen als een plausibele datum. Boendale kende Latijn en genoot dus waarschijnlijk een formele opleiding tot geestelijke. Het is echter niet zeker of hij de functie als dusdanig heeft uitgeoefend. In die tijd waren de meeste schepenklerken geestelijken. Ook de periode waarin hij naar Antwerpen trok ligt niet eenduidig vast, maar het is wel zeker dat hij in 1312 schepenklerk was, want dan werd hij als dusdanig vermeld in een Statenvergadering in Tervuren.
Hij stond aan het hoofd van de klerken, van wie het de taak was om de schepenen van Antwerpen met raad en daad bij te staan. Een van hun belangrijkste opdrachten bestond uit de redactie van schepenbrieven. Uit rekeningen van de stad blijkt dat hij regelmatig werd uitgestuurd om de belangen van Antwerpen elders te behartigen en de stad te vertegenwoordigen bij politiek overleg en tijdens juridische procedures. Verder werd hij belast met het innen van het marktgeld van de lakenverkopers.
Behalve schepenklerk was Boendale ook een zeer productieve dichter, historiograaf en moralist, al weet men nog altijd niet zeker welke werken van zijn hand zijn. Ze zouden als volgt kunnen worden ingedeeld:
| ZEKER                               | WAARSCHIJNLIJK                              | MISSCHIEN                  |
| ----------------------------------- | ------------------------------------------- | -------------------------- |
| Brabantsche Yeesten (ca. 1316-1350) | Korte kroniek van Brabant (1322)            | Sidrac (1318 of 1329)      |
| Der leken spiegel (ca. 1325-1330)   | Van den derden Eduwaert (kort na 1340)      | Melibeus (1342)            |
| Jans Teesteye (tussen 1330 en 1334) | Hoemen ene stat regeren sal (voor ca. 1350) | Dietsche doctrinale (1345) |
|                                     | Boec vander wraken (1346-1351)              |                            |

## Brabantsche Yeesten(ca. 1316-1350)

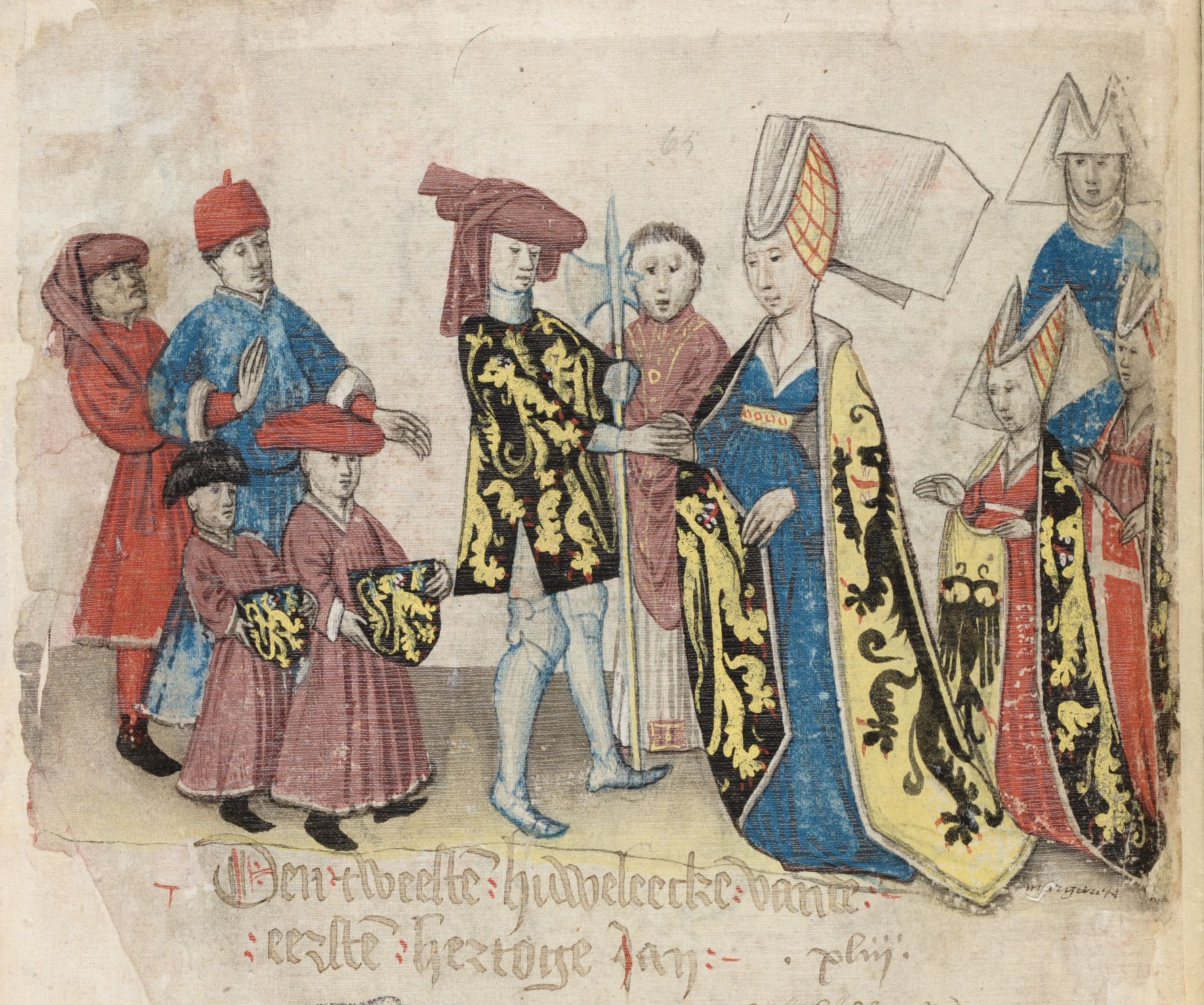
Miniatuur uit een handschrift van Boendaeles kroniek Brabantse Yeesten

De Brabantsche Yeesten werden geschreven tussen 1316 en 1350 en omvatten zeven boeken, waarvan de eerste vijf van Jan van Boendale zijn en samen 16.318 verzen tellen. Wie omstreeks 1470 de laatste twee boeken schreef, is onbekend. De Brabantsche Yeesten werden in zeven handschriften overgeleverd. In 1839 gaf Jan Frans Willems het imposante werk uit en voorzag het van een Franstalige inleiding.
Boendale baseerde zich op verschillende bronnen, waaronder de Chronica de origine ducum Brabantiae (1294) en enkele andere genealogieën van de Brabantse hertogelijke dynastie. Zijn hoofdbron was de Spieghel Historiael van Jacob van Maerlant, waaruit hij zijn eerste drie boeken bijna letterlijk overgenomen heeft.
Boendale schreef zelf in zijn inleiding dat hij de Brabantse geschiedenis zo waarheidsgetrouw mogelijk probeert te verhalen: Daer bi hebbic mi ghenome ane / Dat ic die waerheit wille ontdecken. Hij maakte het werk in opdracht van Willem Bornecolve, toenmalig schepen en schout in Antwerpen. Omdat schouten door de hertog werden aangesteld, stond Bornecolve onder het gezag van Jan III. Wellicht is dat de reden waarom Boendale in dit werk de positie van de jonge Jan III met een genealogische argumentatie wilde legitimeren. Door roemruchte leiders en vorsten zoals Hector van Troje en Karel de Grote als voorvaderen van de Brabantse hertogen te bestempelen, 'erfde' Jan III hun macht en prestige. Zo probeerde Boendale ook het aanzien van Brabant te verhogen tegenover nabijgelegen gebieden, zoals de graafschappen Holland en Vlaanderen. Door de helden uit het verleden op te hemelen prees Boendale dus zijn eigen volk en hertog. Daarom werden feiten weleens verdraaid en kunnen we er niet van uitgaan dat de Brabantsche Yeesten volledig objectief zijn.
In zijn eerste boek vertelt Boendale dat de Brabantse hertogen van de Trojanen afstammen. Vervolgens maakt hij een tijdssprong naar ca. 580 en trekt de stamboom door naar de Pepiniden. Het eerste boek eindigt met de dood van Pepijn de Korte in 768. Het tweede boek is volledig gewijd aan diens zoon Karel de Grote, koning en keizer van het Karolingische rijk. In het derde boek heeft Boendale het over de graven van het gebied rond Leuven en Brussel. De nadruk ligt hier op Godfried van Bouillon, de leider van de Eerste Kruistocht. De hertogen van Neder-Lotharingen worden in het vierde boek besproken. Deze hertogen heten opeenvolgend: Godfried I, II en III van Leuven en Hendrik I, II en III van Brabant. Via deze hertogen komt Boendale uit bij hertog Jan I, de grote overwinnaar van de Slag bij Woeringen in 1288. Het vijfde en laatste boek verhaalt over de regeerperiode van Jan I, II en III. Boendale bleef kapittels toevoegen aan de Brabantsche Yeesten tot vlak voor zijn dood.

### De korte kroniek van Brabant(1322)
Volgens sommigen is De korte kroniek van Brabant een samenvatting van de Brabantsche Yeesten, waarvoor ze misschien diende als reclametekst. Tussen beide werken bestaan er echter ook veel verschillen, onder andere in de persoonsnamen en in de opgenomen gebeurtenissen. Hierdoor wordt door sommigen in twijfel getrokken of De korte kroniek van Brabant door Boendale geschreven werd. Opmerkelijk is in ieder geval dat beide boeken naar elkaar verwijzen. De korte kroniek van Brabant is ontstaan tussen de tweede (ca. 1318) en derde (ca. 1324) versie van de Brabantsche Yeesten.
Van De korte kroniek van Brabant bestaan er twee versies. Hoewel in beide teksten staat dat ze geschreven werden in Antwerpen in 1322, zou de tweede versie geschreven zijn in 1332/33 door een andere, anonieme, auteur.
Net als de Brabantsche Yeesten kan ook De korte kroniek van Brabant gediend hebben om de macht van de Brabantse vorsten te legitimeren.

## Der leken spiegel(ca. 1325-1330)

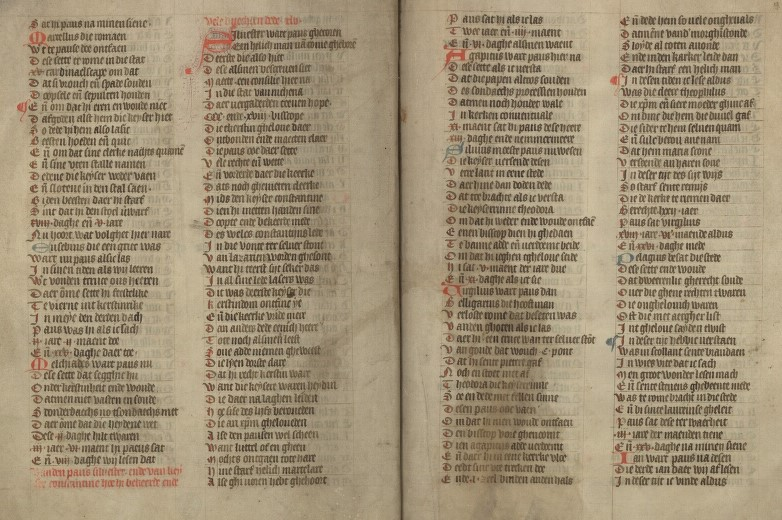
Fragment uit een manuscript van de Lekenspiegel. Vervaardigd in de Nederlanden, 1e helft 15e eeuw. Bewaard in de Universiteitsbibliotheek Gent.

Omstreeks 1325 begon Jan van Boendale aan Der leken spiegel, waar hij in vier boeken alles behandelt waarvan hij meende dat het nuttig was voor de gewone bevolking om een goed leven te leiden. Hij voltooide het op 6 augustus 1330. Hij behandelt met name veel geschiedenis, maar ook ethische aangelegenheden. In het derde boek besteedt hij bijvoorbeeld aandacht aan het onderwerp "Hoe hem die mensche houden sal onder die liede, ende alrehande wijshede", waar hij onder andere een eigen versie biedt van zo'n zestig morele regels uit het oudere Romeinse Disticha Catonis (Spreuken van Cato) die een eeuw eerder werd gepubliceerd. Anders dan zijn voorganger brengt Van Boendale hier geen puntig geformuleerde versregels maar een meer genuanceerde beschrijving van hoe men zich heeft te gedragen, vaak ook met godsdienstige elementen.  Boendale moet een vrij groot publiek hebben willen bereiken. Het werk is opgedragen aan het echtpaar Agnes van Kleef en Rogier van Leefdael, dat tot de zeer aanzienlijke kring behoorde. Rogier was raadsheer van Jan III van Brabant en enige tijd burggraaf van Brussel. Er is ook een handschrift van Der leken spiegel dat aan Jan III zelf is opgedragen. Uit de inhoud van het werk blijkt duidelijk dat Boendale in ieder geval mede een jeugdig publiek op het oog heeft. Verder zinspeelt hij op bevolkingsgroepen die in de stad te vinden waren. Hij zocht zijn lezers of luisteraars dus zowel aan het hof als in de stad, onder ouderen en jongeren.
Vandaag resten ons nog vier volledige handschriften en enkele fragmenten.
In het eerste boek wordt het verhaal verteld van de schepping tot en met Salomons regering, waarbij onder andere aandacht wordt besteed aan de menselijke ziel, het menselijk lichaam en een aantal morele thema's. Zo prijst Boendale naar aanleiding van het verhaal van Adam en Eva het huwelijk, dat hij zelfs boven het celibaat van de priesters stelt.
Het tweede boek handelt in hoofdzaak over het leven van Jezus. Boendale schenkt hierbij speciale aandacht aan Jezus' kindertijd, een periode die in de evangelies amper voorkomt. In dit boek schrijft hij eveneens over de liturgie en de geschiedenis van keizers en pausen.
Boek drie behandelt vooral zedenkundige en moraliserende thema's, bijvoorbeeld hoe een man zijn vrouw hoort te behandelen en zijn kinderen moet opvoeden. Het bekendste hoofdstuk in dit boek is Hoe dichters dichten sullen, de oudste poëtica van het Nederlands.
Het vierde en laatste boek gaat over de toekomst, meer bepaald over het einde der tijden. Zo zouden de christenen onder meer te maken krijgen met de antichrist en met vijftien plagen die de dag des oordeels aankondigen.
In de middeleeuwen kregen encyclopedische werken wel vaker een titel mee waarin het woord 'spiegel' (Latijnse speculum) voorkomt. De auteurs hielden de lezer een 'spiegel' voor zowel van de werkelijkheid als van het ideaal waarnaar de mens moest streven. 'Leken' waren mensen die geen kennis van het Latijn hadden en bijgevolg geen toegang tot de 'clergie' (geleerdheid) die besloten lag in Latijnse bronnen. Boendale wilde die kennis ook beschikbaar maken voor de leken.

## Jans Teesteye(tussen 1330 en 1334)
In Jans Teesteye probeert Boendale aan de hand van een dialoog tussen zijn alter ego Jan en zijn vriend Wouter zijn lezerspubliek ervan te overtuigen dat de tijden nu even goed als of zelfs beter zijn dan vroeger. Hiermee gaat hij radicaal in tegen het pessimisme van zijn tijd. Zijn uiteenzetting behandelt vooral religieuze, maatschappelijke en zedelijke thema's. Jan beantwoordt onder meer de vragen 'waarom gaat een vrouw vreemd?' en 'waarom verrichten de geestelijken in de veertiende eeuw geen mirakels zoals de heiligen dat vroeger deden?'. Boendale schuift ook zijn politieke visie naar voren, onder andere wanneer hij Jan laat spreken over hoe men een stad moet besturen. Om zijn standpunten te illustreren gebruikt hij voorbeelden die zowel uit de Bijbel als uit de geschiedenis komen.
Dit werk wordt met zekerheid aan Boendale toegeschreven omdat hij in de eerste verzen van de Teesteye zijn naam en afkomst vermeldt. Over de exacte ontstaansdatum bestaat er heel wat twijfel, maar het staat vast dat het werk na Der leken spiegel geschreven moet zijn omdat Boendale eraan refereert, en voor 1334 omdat in dat jaar de Brusselse edelman Rogier van Leefdael aan wie het werk was opgedragen, overleed.
Boendales positieve visie op de burger komt in dit werk uitgesproken naar voor. Hij verdedigt de burgerij tegenover de geestelijken in een tijd waarin zoiets nog uitzonderlijk was. Hij verklaart onder andere dat leken hun zielenheil meer verdienen dan monniken of kluizenaars omdat zij vaker zijn blootgesteld aan de aardse verleidingen.
Waarom Boendale juist zo positief stond tegenover de 14e-eeuwse maatschappij kan op drie manieren verklaard worden. Hij was een aanhanger van het heilshistorisch denken. Bovendien ontstond de Teesteye in een voor Brabant vrij rustige periode. Een laatste verklaring voor Boendales optimisme ligt in zijn lekenethiek. Uit zijn positieve houding tegenover de leek vloeit als vanzelfsprekend een positieve houding voort tegenover de veertiende-eeuwse maatschappij.

## Van den derden Eduwaert(kort na 1340)
Van den derden Eduwaert is een rijmkroniek van 2018 verzen, waarin de eerste jaren (1338-1340) van de Honderdjarige Oorlog behandeld worden. In deze kroniek wordt beschreven hoe koning Eduard III van Engeland naar de Zuidelijke Nederlanden afzakt om van daaruit met zijn bondgenoten, onder wie de hertog van Brabant, ten strijde te trekken tegen Frankrijk. Van den derden Eduwaert is niet alleen een verslag van de veldslagen van Eduard III, maar ook een lofzang op deze koning en op Jan III.
In het algemeen is men het erover eens dat Jan van Boendale Van den derden Eduwaert geschreven heeft. De schrijver vermeldt dat hij in Antwerpen woont. Bovendien staat in de Brabantsche Yeesten een verwijzing naar Van den derden Eduwaert en vertoont een bepaalde passage uit Boendales grote kroniek opvallende overeenkomsten met dit werk.
De datering van dit werk wordt gebaseerd op de erin vermelde gebeurtenissen. Het zou na augustus 1341 en voor 1350 geschreven zijn. Vermoedelijk heeft er nog een vervolg op Van den derden Eduwaert bestaan.

## Boec vander wraken(1346-1351)
Boendales Boec vander wraken toont aan de hand van historische voorbeelden aan hoe Gods straffende hand zichtbaar wordt in de geschiedenis. De auteur vertelt verhalen over straffen van God in het verleden, maar onderbreekt die om kritiek te geven op de misstanden in zijn eigen tijd. Bovendien doet hij voorspellingen over de toekomst en het einde der tijden. Deze zijn vrij concreet: na de Engelse koning Eduard III zal koning Constantijn als vredesvorst honderd jaar aan de macht zijn. Daarna komt de antichrist. Door zijn lezers te herinneren aan de komst van het Laatste Oordeel wil de auteur hen ervan overtuigen deugdzaam te leven.
Boendales belangrijkste bronnen voor het Boec vander wraken zijn de Bijbel, de apocriefe evangeliën en drie Latijnse profetieën over de vredesvorst en de eindtijd. Behalve naar externe bronnen verwijst de auteur ook naar eigen werk (onder andere de Brabantsche Yeesten) en naar actuele toestanden. Zo ziet Boendale in de mode en de muziek van zijn tijd aanduidingen dat het Laatste Oordeel nadert of zelfs al is aangebroken.
Over het auteurschap van het Boec vander wraken is lange tijd discussie gevoerd, maar de meeste onderzoekers zijn het er tegenwoordig over eens dat Boendale de auteur is.
Er bestaan twee versies van het Boec vander wraken. De eerste wordt gedateerd in 1346 en werd geschreven naar aanleiding van de weigering van paus Clemens VI om de excommunicatie van keizer Lodewijk van Beieren ongedaan te maken. Boendale koos in dit conflict de kant van de keizer. De tweede versie is in 1351 tot stand gekomen. De datering is mogelijk dankzij een verwijzing naar de Slag bij Zwartewaal in Zeeland. Deze versie komt grotendeels overeen met de eerste, maar het slot werd vervangen. In het nieuwe einde wordt de broosheid van het menselijk lichaam besproken. Wellicht alludeerde Jan van Boendale hier op zijn nakende dood.

## Hoemen ene stat regeren sal(voor ca. 1350)
Hoemen ene stat regeren sal is een gedicht in gepaard rijm van ongeveer twintig verzen. Het is een didactisch en moralistisch gedicht dat de stadbestuurders richtlijnen geeft over hun plichten tegenover hun onderdanen. De stadsbestuurders moeten bijvoorbeeld eerlijk rechtspreken, het algemeen bezit goed beheren en trouw zijn aan God.
Algemeen wordt aangenomen dat dit gedicht van de hand van Boendale is, maar volledige zekerheid daarover is er niet. Hoemen ene stat regeren sal wordt ten vroegste rond 1350 gedateerd en gesitueerd in Antwerpen.
Het gedicht kende een zeer wijde verspreiding: het werd aangetroffen in de Nederlanden, in het Nederrijngebied en in Noord-Duitsland. De oorzaak daarvoor kan gezocht worden bij de handelsbetrekkingen van de Hanze en bij het feit dat de opgenomen richtlijnen in alle steden toepasbaar zijn. Het gedicht werd soms gebruikt als opschrift in stadhuizen en is nu bijvoorbeeld nog te zien in de Trouwzaal van het Stadhuis van Brussel.

## De lekenethiek
Hoewel Boendale zijn werk vaak opdraagt aan edellieden, lijkt het in de eerste plaats te zijn bedoeld voor een stedelijk publiek. Dat blijkt vooral uit de moraal in zijn didactische teksten, die vaak wordt gekarakteriseerd als 'typische lekenethiek'. Deze lekenethiek kan worden opgevat als een laatmiddeleeuwse, verchristelijkte uitloper van de stoa, die beter geschikt was om stedelingen een richtsnoer in het leven te bieden dan de traditionele christelijke leer, die het leven hier op aarde slechts als een doorgang naar het eeuwige leven zag.
- Bibliothèque nationale de France: cb122005543 (data)
- Biografisch Portaal: 08167759
- Digitale Bibliotheek voor de Nederlandse Letteren: boen001
- Gemeinsame Normdatei: 119236303
- International Standard Name Identifier: 0000 0001 1557 2034
- Library of Congress Control Number: no2005005250
- Nationale bibliotheek van Australië: 63540855
- Nederlandse Thesaurus van Auteursnamen: 069797927
- Réseau des bibliothèques de Suisse occidentale: 02-A000169958
- LIBRIS: 225570
- Système universitaire de documentation: 175053421
- Virtual International Authority File: 100194345
- WorldCat: E39PBJcgBBckR4Pc6t69dMcXVC